# Megachile ekuivella
Megachile ekuivella är en biart som beskrevs av Cockerell 1909. Megachile ekuivella ingår i släktet tapetserarbin, och familjen buksamlarbin. Inga underarter finns listade i Catalogue of Life.